# گورستان سیاه سیاه
قبرستان سیاه سیاه مربوط به سده‌های اولیه دوران‌های تاریخی پس از اسلام است و در شهرستان چرداول، بخش شیروان، ۱ کیلومتری شرق روستای سیاه سیاه واقع شده و این اثر در تاریخ ۷ اسفند ۱۳۸۶ با شمارهٔ ثبت ۲۱۲۸۲ به‌عنوان یکی از آثار ملی ایران به ثبت رسیده است.